# Ruhi Sarıalp
Ruhi Sarıalp (15. prosince 1924 – 3. března 2001) byl turecký atlet, který se věnoval především trojskoku.

## Život a kariéra
Narodil se 15. prosince 1924 v turecké Manise.
S atletikou začal během studia na vojenské střední škole v Konyi. V roce 1945 překonal turecký rekord v trojskoku.
V roce 1948 startoval v trojskoku za Turecko na Letních olympijských hrách v Londýně ve Velké Británii, kde získal bronzovou medaili.
Po bronzovém skoku na olympijských hrách získal další bronzovou medaili na mistrovství Evropy v atletice v roce 1950 v belgickém Bruselu. Stal se tak vůbec prvním atletem z Turecka, který získal medaili na olympijských hrách i na mistrovství Evropy. V roce 1951 se stal mistrem světa ve vojenské atletice, které se konalo v italském Římě, kde překonal i světový rekord. Své prvenství zopakoval i na stejném šampionátu v roce 1952.
Po ukončení aktivní sportovní činnosti působil jako lektor tělesné výchovy na námořní škole Istanbulské technické univerzity (İTÜ). Je po něm pojmenována krytá sportovní hala İTÜ, která se nachází v istanbulské čtvrti Tuzla. Byl členem nejvyšší rady atletického oddílu Fenerbahçe S.K..
Zemřel 3. března 2001 v İzmiru v důsledku lapavé dýchání. Bylo mu 76 let. Pohřben byl na mučednickém hřbitově Edirnekapı v Istanbulu. Byl ženatý s Ayşe Cebesoyovou, neteří významného tureckého státníka Aliho Fuata Cebesoye.